# Bryony Botha
Bryony Botha (Takapuna (Auckland), 4 november 1997) is een Nieuw-Zeelandse baan- en wegwielrenster. 

## Carrière
Botha won in 2015 de ploegenachtervolging tijdens de Wereldkampioenschappen baanwielrennen voor dames junioren. Twee jaar later won ze zowel de scratch als de ploegenachtervolging tijdens de Oceanische kampioenschappen. In 2018 won ze zilver op de Gemenebestspelen en in 2019 brons tijdens de Wereldkampioenschappen baanwielrennen allebei op de ploegenachtervolging. In 2021 nam ze deel aan de Olympische Zomerspelen 2020 op het onderdeel ploegenachtervolging. Hier eindigde ze als achtste met Rushlee Buchanan, Holly Edmondston, Kirstie James en Jaime Nielsen. In 2022 eindigde ze als tweede op het wereldkampioenschap baanwielrennen op het onderdeel achtervolging., dit was haar tweede medaille op een wereldkampioenschap. In 2023 won ze een zilveren medaille bij de ploegenachtervolging en een bronzen bij de achtervolging. Een jaar later won ze zilver op de Olympische Spelen op het onderdeel ploegenachtervolging.

## Palmares
| Jaar     | NK                                                                             | OK                                                                        | WK                                                    | Overig                                                                        |
| Junioren | Junioren                                                                       | Junioren                                                                  | Junioren                                              | Junioren                                                                      |
| -------- | ------------------------------------------------------------------------------ | ------------------------------------------------------------------------- | ----------------------------------------------------- | ----------------------------------------------------------------------------- |
| 2014     | omnium · achtervolging · 500m tijdrit                                          |                                                                           | ploegenachtervolging                                  |                                                                               |
| 2015     | omnium                                                                         |                                                                           | ploegenachtervolging                                  |                                                                               |
| Elite    |                                                                                |                                                                           |                                                       |                                                                               |
| 2016     | ploegenachtervolging · 4e scratch · 10e puntenkoers                            | ploegenachtervolging · 6e achtervolging                                   |                                                       |                                                                               |
| 2017     | ploegenachtervolging · koppelkoers · 5e omnium · 6e scratch · 7e achtervolging | scratch · ploegenachtervolging · achtervolging · 5e achtervolging         |                                                       | WB Santiago: ploegenachtervolging                                             |
| 2018     |                                                                                |                                                                           | 6e ploegenachtervolging 13e achtervolging             | Gemenebestspelen: · ploegenachtervolging · 9e achtervolging                   |
| 2019     | ploegenachtervolging · puntenkoers · 4e achtervolging                          |                                                                           | ploegenachtervolging · 5e achtervolging               | WB Cambridge (1): ploegenachtervolging WB Cambridge (2): ploegenachtervolging |
| 2020     | koppelkoers · omnium                                                           |                                                                           | 6e ploegenachtervolging 11e achtervolging             |                                                                               |
| 2021     | achtervolging · afvalkoers · omnium · koppelkoers · 6e scratch                 |                                                                           |                                                       | Olympische Spelen: 8e ploegenachtervolging                                    |
| 2022     | achtervolging · afvalkoers · koppelkoers · puntenkoers · scratch · omnium      | achtervolging · koppelkoers · ploegenachtervolging · omnium · puntenkoers | achtervolging · 9e puntenkoers                        | Gemenebestspelen: · achtervolging · ploegenachtervolging · 8e puntenkoers     |
| 2023     |                                                                                | achtervolging · koppelkoers · afvalkoers · puntenkoers · 8e scratch       | ploegenachtervolging · achtervolging · 7e koppelkoers |                                                                               |
| 2024     | achtervolging · afvalkoers · koppelkoers · omnium                              | achtervolging · koppelkoers · ploegenachtervolging · afvalkoers · omnium  | achtervolging                                         | Olympische Spelen: · ploegenachtervolging · 8e koppelkoers                    |